# マクシム・デュペ
マクシム・デュペ（Maxime Dupé, 1993年3月4日 - ）は、フランス・モルビアン県マレストロワ出身のプロサッカー選手。OGCニース所属。ポジションはGK。

## 経歴

### クラブ
2008年からFCナントの下部組織でプレー。2012年6月4日、最初のプロ契約を締結した。2014年2月15日のOGCニース戦でトップチームデビュー。レミー・リオウの負傷に伴い、シーズン中3試合に出場した。
2017年7月28日、ナントとの契約を3年間延長。

### 代表
年代別のフランス代表歴がある。2013年、トルコで開催されたFIFA U-20ワールドカップに参加した。

## タイトル

### クラブ
トゥールーズ
- リーグ・ドゥ：2021-22
- クープ・ドゥ・フランス：2022-23

### 代表
U-20フランス代表
- FIFA U-20ワールドカップ：2013